# Белорусская советская энциклопедия
Белору́сская сове́тская энциклопе́дия (бел. Беларуская савецкая энцыклапедыя) — универсальная энциклопедия на белорусском языке в 12-и томах, изданная в Минске в 1969—1976 годах издательством Белорусская советская энциклопедия. Стала первой в истории академической энциклопедией на белорусском языке.

## Описание
В создании энциклопедии участвовали более пяти тысяч авторов, в том числе 125 академиков и членов-корреспондентов Академии наук БССР, Академии наук СССР и отраслевых академий наук, 544 доктора наук и профессора, 1650 кандидатов наук. Более 85 % авторов жили и работали в Белорусской ССР. В составе редакционной комиссии — М. Ф. Дубенецкий, И. Д. Козеко, Н. П. Колос, П. Д. Пузиков, С. П. Самуэль, И. П. Ховратович, главный редактор — Пётр Устинович Бровка.
Одиннадцать томов содержали энциклопедические статьи и дополнения (11 том), 12-й тематический том был посвящён БССР. Общее количество статьей в энциклопедии — 34 409, из которых около 40 % посвящено белорусской тематике. Около 6 тысяч статей посвящены истории, около 10 тысяч — естественным наукам, около 6,7 тысяч — географии, около 6,8 тысяч — культуре, около 7 тысяч — биографические.
В двенадцати томах содержалась 112 цветных вклеек (1554 иллюстрации и 172 карты), 215 чёрно-белых вклеек (3002 иллюстрации), около 8 тысяч иллюстраций и 500 карт в тексте.
Тираж каждого из томов с 1 по 11 составил 25 000 экземпляров. Том 12, посвящённый БССР, вышел тиражом 30 000 экземпляров. Дополнительный безномерной том, содержащий предметный указатель по всем статьям, вышел тиражом 5 000 экземпляров.

## Содержание томов
| Том        | Название                                      | Год издания | Кол-во страниц |
| ---------- | --------------------------------------------- | ----------- | -------------- |
| 1          | А — Афіна                                     | 1969        | 624            |
| 2          | Афіны — Ведрыч                                | 1970        | 640            |
| 3          | Веды — Графік                                 | 1971        | 608            |
| 4          | Графіка — Зуйка                               | 1971        | 607            |
| 5          | Зуйкі — Кішы                                  | 1972        | 616            |
| 6          | Кішынёў — Манцэвічы                           | 1972        | 624            |
| 7          | Манцякі — Паддубічы                           | 1973        | 607            |
| 8          | Паддубнікі — Рабкі                            | 1975        | 675            |
| 9          | Рабкор — Сочы                                 | 1973        | 640            |
| 10         | Сошна — Фут                                   | 1974        | 656            |
| 11         | Футбол — Яя; Дадаткі                          | 1974        | 656            |
| 12         | Беларуская Савецкая Сацыялістычная Рэспубліка | 1975        | 735            |
| Без номера | Прадметны паказальнік                         | 1976        | 538            |